# Videoformat
Videoformat avser oftast vilken typ av videosystem som behövs för att kunna visa innehållet i ett visst videomedium.
Exempel på videoformat:

## Analoga videoband
- VCR
- Betamax[1]
- Video 2000
- Vhs
- S-vhs, se sidan om vhs
- Vhs-c, se sidan om vhs
- S-vhs-c, se sidan om vhs
- Video 8[1]
- Hi8[1]

## Analoga videodiskar
- Laserdisc
- CED

## Digitala videoband
- DV
- DV-PRO
- Mini DV[1]
- D-vhs

## Digitala videodiskar
- VCD
- SVCD
- DVD
- UMD
- HD DVD
- Blu-ray
- DIVX
- CBHD

## Digitala videofiler
- Quicktime .QT .MOV
- MPEG .MPG
- DivX